# グロスター VI

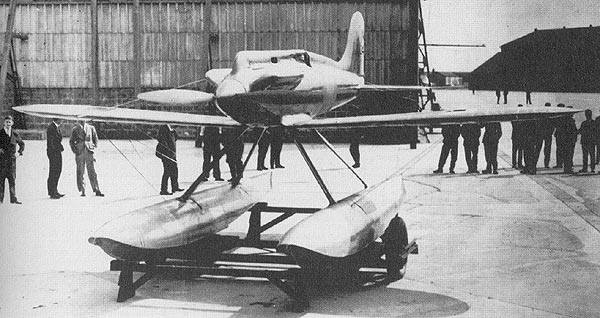
グロスター VI

グロスター VI（Gloster VI）は1929年のシュナイダー・トロフィー・レースのためにイギリスのグロスターが製作した競技機である。
グロスターのシュナイダー・トロフィー・レースへの挑戦は1924年の複葉の水上機グロスター IIから始められ、1925年のレースではグロスター IIIは2位に入賞したが、1929年のレースでは複葉のグロスター IVはリタイヤした。グロスターのチーフ・デザイナー、ヘンリー・フォーランドはさらに複葉のグロスター Vの構想をすすめたが、競技機としたは複葉機は時代遅れであり、単葉の設計が採用された。
グロスター VIは張線支持の単葉機で、エンジンはスーパーチャージャーで過給された1,320 hpのネピア・ライオンが装着された。エンジン冷却は主翼の表面ラジエーターで行われた。
シリアル記号N249 と N250の2機が製作され、1929年8月25日と8月31日に初飛行した。速度性能は優れていたが、バンクした時の燃料の供給に問題のあることが判明した。低空を飛行する飛行レースにおいては危険な欠点であるので、1929年のレースへの参加は取りやめられた。（補給用のエンジンの輸送が間に合わなかったという説もある。）1929年のシュナイダー・トロフィー・レースがスーパーマリン S.6の勝利で終わると、9月10日からN249の飛行は再開され、ジョージ・ステインフォースの操縦で、1マイルのコースを4回飛行し、541.4Km/hの速度の世界記録を樹立したが、2日後オーガスタス・オーリーバーの操縦するスーパーマリン S.6によってすぐに更新されてしまった。1931年の最後のシュナイダー・トロフィー・レースには練習用の機体として用いられた。

## 要目
- 乗員：1名
- 全長：8.2 m
- 全幅：7.93 m
- 全高：3.29 m
- 翼面積：9.8 m²
- 空虚重量：1,036 kg
- 全備重量：1,670 kg
- エンジン：4 × Supercharged Napier Lion VIID ,1320 hp
- 最大速度：556.3 km/h